# Bellamy Young
Bellamy Young (ur. 19 lutego 1970 w Asheville w Karolinie Północnej) – amerykańska aktorka, piosenkarka i producentka. występowała w roli Pierwszej  Damy Stanów Zjednoczonych Melody „Mellie” Grant w serialu ABC Skandal. Za rolę Mellie Young otrzymała Critics’ Choice Television Award za najlepszą aktorkę drugoplanową w serialu dramatycznym.

## Życiorys
Była wychowywana przez przybranych rodziców. W 1987 ukończyła Asheville High School. Studiowała na Uniwersytecie Yale, który ukończyła w 1991. Young rozpoczęła swoją karierę w teatrze. W latach 90. występowała w wielu spektaklach na Broadwayu. Zadebiutowała w telewizji w 1995 roku, w operze mydlanej pt. Inny świat. W 1997 i 1998 roku zagrała gościnnie w Prawie i porządku. Od 2000 Young zaczęła występować w wielu serialach (głównie gościnnie), m.in. The Drew Carey Show, Z Archiwum X, Ostry dyżur, Frasier, Prezydencki poker, Agenci NCIS, Medium, Chirurdzy, Prywatna praktyka, Dwóch i pół, Nie z tego świata, Jej Szerokość Afrodyta i Castle.
W 2011 Young otrzymała rolę pierwszej damy Stanów Zjednoczonych Melody „Mellie” Grant w serialu produkcji ABC Skandal. Początkowo Young grała rolę drugoplanową, jednak od drugiego sezonu dołączyła do głównej obsady.
W 2014 Young dostała Critics’ Choice Television Award za najlepszą aktorkę drugoplanową w serialu dramatycznym, za jej rolę w trzecim sezonie serialu Skandal.

## Filmografia

### Film
- 2002: Byliśmy żołnierzami jako Catherine Metsker
- 2005: Vision of a Murder jako Tina Moore
- 2006: Mission: Impossible III jako Rachael
- 2007: Trust Me jako Carie
- 2008: One, Two, Many jako Jennifer
- 2008: This Is Not a Test jako Teresa
- 2010: The Freebie jako Jessica
- 2010: In My Sleep jako Olivia
- 2011: Joint Body jako Jane Chapman
- 2016: The Night Stalker jako Kit Fellows

### Telewizja
- 1995: Inny świat jako dr Courtney Evans
- 1997: Prawo i porządek jako Ellen O’Brien
- 1998: Prawo i porządek jako Stephanie Harker
- 2000: The Drew Carey Show jako Bridget
- 2000: Nash Bridges jako Diana Carr
- 2000: Z Archiwum X jako Bridget
- 2001: Bez pardonu jako Bethany Fortoro
- 2001: Ostry dyżur jako Grace
- 2002: Frasier jako Lisa
- 2003: American Dreams jako Diane Shaw
- 2004: Prezydencki poker jako MaryLou Meriwether
- 2004: Agenci NCIS jako Melinda Stone
- 2004, 2009: Hoży doktorzy jako dr Miller
- 2005: Gorące Hawaje jako pani Lasser
- 2005: Medium jako Kate Emery
- 2005–2006: CSI: Kryminalne zagadki Miami jako Monica West
- 2007: Krok od domu jako Sarah Paulson
- 2007: Chirurdzy jako Kathy
- 2007: Orły z Bostonu jako Cynthia Nichols
- 2007: Prywatna praktyka jako Kathy
- 2007: Dowody zbrodni jako Audrey Metz
- 2007–2008: Seks, kasa i kłopoty jako Ellen Darling
- 2008: Dwóch i pół jako Diane
- 2008, 2009: Nieustraszony jako Amy Clark
- 2009: Zaklinacz dusz jako Lucy Stanton
- 2009: Nie z tego świata jako Sarah
- 2010: Jej Szerokość Afrodyta jako Emily Parcellas
- 2010: Mentalista jako Melanie Ayers
- 2010: Prawo i porządek: Los Angeles jako Monica Jarrow
- 2011: Wszystkie wcielenia Tary jako Bridgette
- 2011: Castle jako Candace Ford
- 2011–2012: Zabójcze umysły jako Beth Clemmons
- 2012: Franklin & Bash jako Margaret Pollack
- 2012–2018: Skandal jako Melody „Mellie” Grant